# ぴーかぴか
『ぴーかぴか』は、純名里沙の1枚目のシングル。CDコードはCODA-467。

## 概要
NHK連続テレビ小説『ぴあの』の劇中に登場する童謡曲を集めたシングルである。
『ぴあの』のヒロインである純名里沙がボーカルを務め、『ぴあの』で音楽を担当する久石譲が手がけた。
カップリングには、濱松清香が歌唱した童謡「ふしぎなポケット」を収録。

## 収録曲
1. ぴーかぴか
歌：純名里沙
  - 作詞：冨川元文、作曲：久石譲、編曲：青木望、演奏：コロムビア・オーケストラ
2. へんなまち
歌：純名里沙
  - 作詞・作曲：嶋田陽子、編曲：青木望、演奏：コロムビア・オーケストラ
3. ふしぎなポケット　
歌：濱松清香
  - 作詞：まど・みちお、作曲：渡辺茂、編曲：小森昭宏、演奏：コロムビア・オーケストラ
4. ぴーかぴか (カラオケ)

## 楽曲の収録アルバム
| 曲名       | 収録作品                                      | 発売日        | 規格品番  | 備考 |
| ---------- | --------------------------------------------- | ------------- | --------- | ---- |
| ぴあの     | 『オリジナル・サウンドトラック ぴあの Vol.2』 | 1994年8月25日 | PICL-1084 |      |
| へんなまち | 『オリジナル・サウンドトラック ぴあの Vol.2』 | 1994年8月25日 | PICL-1084 |      |